# Aerangis pallidiflora
Aerangis pallidiflora es una orquídea epífita originaria de Madagascar.

## Distribución y hábitat
Se encuentra  en la parte oriental de Madagascar en bosques siempreverdes en las ramitas y ramas en alturas de 1000 a 1500 m s. n. m.

## Descripción
Es una planta pequeña de tamaño que prefiere clima caliente a fresco, es epífita, con un tallo corto, leñoso, erecto a horizontal  con  2 a 6 hojas, que nacen con la forma de un abanico, ampliamente elípticas, el ápice minuciosamente bi-lobulado y casi pecioladas las basales, son de color verde oscuro. Florece  en 1 a 3 inflorescencias, colgantes, axilares, que surgen por debajo de las hojas y tiene 25 cm de largo y 7 a 9 flores de 1.6 cm de ancho. La floración se produce en el verano.

## Taxonomía
Aerangis pallidiflora fue descrita por Eugène Henri Perrier de la Bâthie y publicado en Notulae Systematicae. Herbier du Museum de Paris 7: 36. 1938.
Etimología
El nombre del género Aerangis procede de las palabras griegas: aer = (aire) y angos = (urna), en referencia a la forma del labelo.
pallidiflora: epíteto latino que significa "con flor pálida".